# Cricetulus kamensis
Cricetulus kamensis là một loài động vật có vú trong họ Cricetidae, bộ Gặm nhấm. Loài này được Satunin mô tả năm 1903.